# MZ
MZ Motorradwerk Zschopau (Мотоциклетен завод Чопау) е завод за производство на мотоциклети в град Чопау (Германия).

## История на предприятието
През 1906 г. компанията Zschopauer Maschinenfabrik J. S. Rasmussen купува машиностроителен завод в г. Чопау и през 1922 г. започва производството на мотоциклети с марката DKW, една от най-известните марки немски мотоциклети. След Втората световна война предприятието се оказва на територията на ГДР. Част от оборудването е изнесено от предприятието като част от репарациите в град Ижевск, СССР, където е усвоено производството на мотоциклет Иж-350 – копие на предвоенния немски модел DKW NZ 350.
През 1950 г. в национализираното предприятие, включено в обединението на производителите на транспортни средства в ГДР (IFA), се възстановява производството на мотоциклети от предвоенния модел DKW RT 125. През 1952 г. заводът е преименуван на VEB Motorradwerk Zschopau и от 1956 започва да произвежда мотоциклети с марката MZ.
Компанията масово произвежда мотоциклети от марката MZ с обем на двигателя от 125 до 350 cm³. Тези мотоциклети са най-качествените в Източния блок. Отличават се с простота на дизайна, висока надеждност и са търсени не само в страните от социалистическия лагер, но и в Западна Европа. Доставяни са в около 100 различни страни. В България могат да се купят само след записване в дълги списъци с желаещи и продължително чакане.
Броят на служителите в предприятието достига 3000 души, а годишният обем на произведените мотоциклети е 85000 броя. През 1983 г. е произведен двумилионният мотоциклет MZ от модела ETZ 250.
През 1991 г. предприятието е приватизирано. В периода от 1992 г. до 1999 г. продукцията на компанията се пуска под марката MuZ (от Motorrad und Zweiradwerk – „завод за мотоциклети и други двуколесни транспортни средства“). През 1999 г. е върната предишната марка MZ.
От 1996 г. до 2001 г. мотоциклети MZ по лиценз се произвеждат в Турция под марката MZ Kanuni.
След Обединението на Германия търсенето на продукцията на предприятието намалява. От 1991 г. заводът е губещ. Усвояването на нови модели не спасява ситуацията. През 1996 г. предприятието е купено от малайзийския концерн Hong Leong Group. През септември 2008 г. производството на мотоциклети в завода е прекратено, на 12 декември 2008 г. заводът е затворен. През март 2009 г. фирмата е купена от бившите мотоциклетни състезатели Ралф Валдман и Мартин Вимер. Опитите за възраждане на марката MZ, последният от които е направен през 2013 г., са неуспешни. Производството на резервни части за мотоциклети MZ остава в MuZ Vertriebs GmbH.

## Галерия
- IFA BK 350
- MZ 125/3 (1959)
- MZ GS 250
- MZ ES 250
- MZ ES 250/2 (1967 – 1973)
- MZ TS 250/1 „Luxus“ (1976 – 1981)
- MZ ETZ 250
- Skorpion Tour (1995)
- MZ SM 125 (2001 – 2008)
- MZ 1000 S (2003 – 2008)
- MZ 1000 SF (2005 – 2008)

## Ссылки
- MuZ Vertriebs GmbH
- Мотоциклетите на ГДР (на немски език)
- Кэмпфе Г. Миллионы лошадиных сил из Цшопау // За рулём, 1967, №10.